# Astragalus serenoi
Astragalus serenoi är en ärtväxtart som först beskrevs av Carl Ernst Otto Kuntze, och fick sitt nu gällande namn av Edmund Perry Sheldon. Astragalus serenoi ingår i släktet vedlar, och familjen ärtväxter.

## Underarter
Arten delas in i följande underarter:
- A. s. serenoi
- A. s. shockleyi
- A. s. sordescens